# Фьодор Шостак
Фьодор Александрович Шостак (на руски: Фёдор Александрович Шостак) е руски военен деец, офицер, генерал-лейтенант.

## Биография
В навечерието на Руско-турската война (1877-1878) Шостак е командир на 14-и стрелкови полк от 8-и армейски корпус. Взема участие във войната като началник-щаб на стрелкова бригада от 14-а дивизия на командир генерал-лейтенант Михаил Драгомиров.
След войната служи в Санктпетербургския военен окръг.
Генерал-майор Шостак ръководи руската военна мисия по преустройството на жандармерията в Македония във връзка с приложението на Мюрцщегските реформи  и е член на комисията на италианския генерал Емилио Деджорджис, натоварена с прокарването на реформите. 
След мисията е командир на 24-та пехотна дивизия (1908) и 35-а пехотна дивизия (1909). 